# Weißscheitelkiebitz
Der Weißscheitelkiebitz (Vanellus albiceps) ist ein Watvogel in der Familie der Regenpfeifer (Charadriidae).
Er kommt in Subsahara-Afrika vor von Senegal, Gambia und Sierra Leone östlich bis Südsudan und südlich über das Kongobecken bis Nordwestangola, Westuganda, Südosttansania, entlang des Sambesi und Mosambik.
Die Art ist Standvogel, sie lebt nomadisierend entlang großer, immer Wasser führender Flüsse mit Sandbänken oder kleinen Inseln. Ihr Habitat umfasst offene Lebensräume und Wälder meist bis 1100 m Höhe.
Der Artzusatz kommt von lateinisch albus ‚weiß‘ und lateinisch caput, -ceps ‚Kopf‘.

## Merkmale

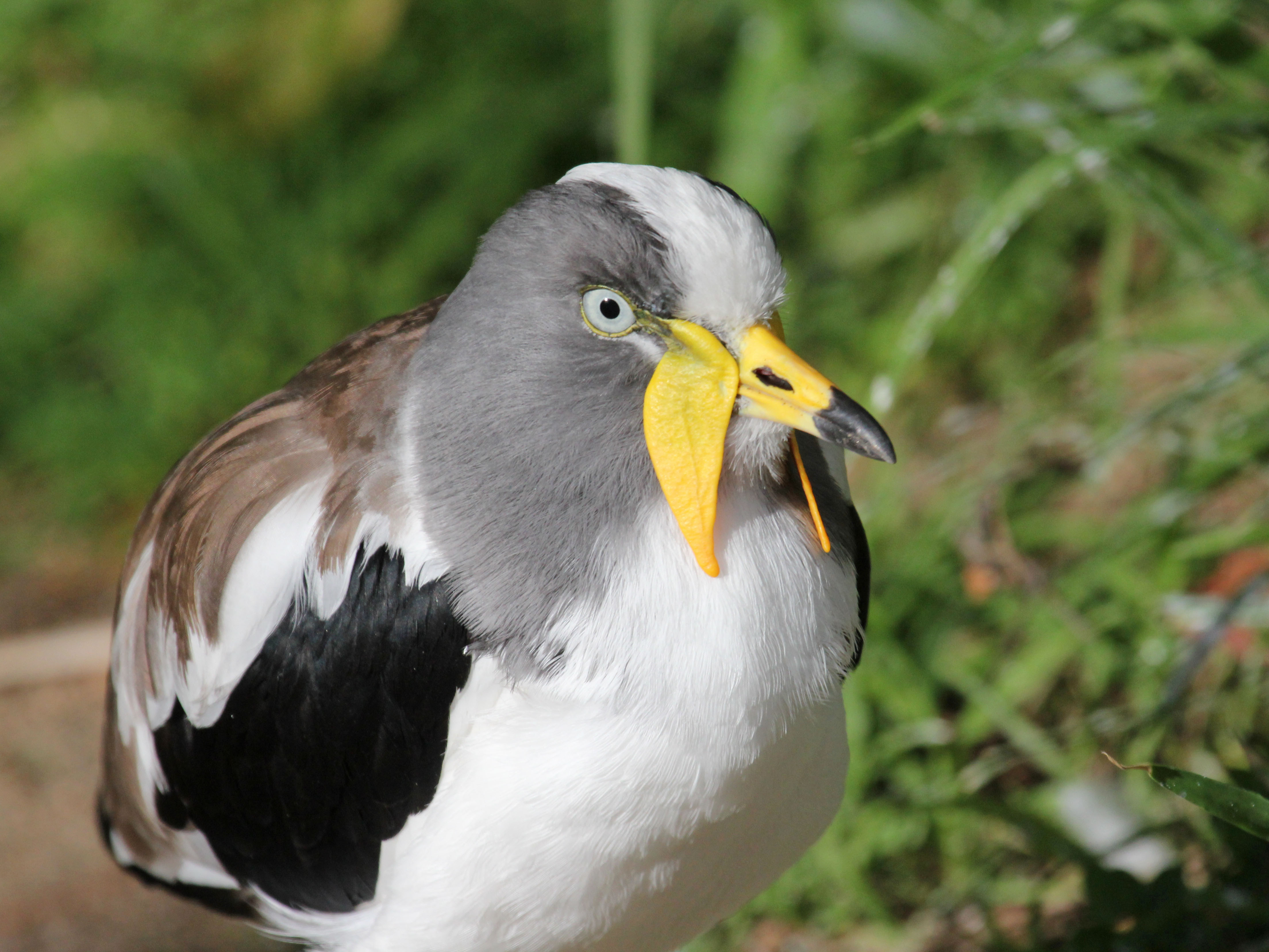
Detailaufnahme mit Kopflappen

Diese Art ist 28 bis 32 cm groß und wiegt zwischen 150 und 214 g. Auffallend sind die großen hängenden gelben Kehllappen, der weiße Scheitelstreifen bei grauem Kopf und die gelben Beine. Die Flügel sind weiß mit schwarzen äußeren Handschwingen und inneren Flügeldecken. Die Brust ist weiß, der Schnabel gelb mit schwarzer Spitze.
Weibchen haben einen braunen Rand am Scheitel, Jungvögel einen bräunlichen Scheitel, kleinere Kehllappen und eine gebänderte Oberseite.
Die Art ist monotypisch.

## Stimme
Der Vogel ist ruffreudig, scharfe „ki“ Laute gehen schneller werdend in Triller wie „ki-ki-ki kreechy-kreechy-kreechy“ über.

## Lebensweise
Die Nahrung besteht aus Insekten, Wirbellosen, kleinen Fischen und Fröschen. Die Art tritt zumeist als Paar oder in kleinen Gruppen auf.
Die Brutzeit liegt zwischen Januar und März in West- und Zentralafrika, zwischen Juli und Oktober in Südostafrika, jeweils hauptsächlich während der Trockenzeit. Diese monogam lebenden Vögel brüten einzeln, im Kongobecken bilden sie lockere Kolonien. Das Territorium wird energisch verteidigt. Das Nest ist eine flache Vertiefung im Sand, das Gelege besteht aus 2 bis 4 cremeweißen bis bräunlichen Eiern, die gegen die Tageshitze durch die Elternvögel mit benässten Brustfedern geschützt werden.

## Gefährdungssituation
Die Art gilt als nicht gefährdet (Least Concern).